# Kovatjitsa
Kovatjitsa (bulgariska: Ковачица) är ett distrikt i Bulgarien.   Det ligger i kommunen Obsjtina Lom och regionen Montana, i den nordvästra delen av landet, 120 km norr om huvudstaden Sofia.
Trakten runt Kovatjitsa består till största delen av jordbruksmark. Runt Kovatjitsa är det ganska glesbefolkat, med 29 invånare per kvadratkilometer.